# Laciniodes unistirpis
Laciniodes unistirpis är en fjärilsart som beskrevs av Butler 1878. Laciniodes unistirpis ingår i släktet Laciniodes och familjen mätare. Inga underarter finns listade i Catalogue of Life.